# Greta Van Susteren
Greta Van Susteren (1 de juny de 1954) és una periodista estatunidenca i una celebritat al canal de notícies  Fox, on condueix On The Record. Formada com a defensora penal i advocada litigant civil, va aparèixer com a comentarista legal a la CNN en Burden of Proof al costat de Roger Cossack des de 1994 fins a 2002.